# セフタジジム・アビバクタム
セフタジジム・アビバクタム（Ceftazidime/avibactam）は、アビカズ（Avycaz）などの商品名で販売されている、セファロスポリン系抗生物質のセフタジジムとベータラクタマーゼ阻害剤のアビバクタムからなる複合薬である。複雑な腹腔内感染症、尿路感染症、肺炎の治療に用いられる。他の治療法が適切でない場合にのみ推奨される。投与法は静脈内注射である。
一般的な副作用には、吐き気、発熱、肝臓障害、頭痛、睡眠障害、注射部位の痛みなどである。重度の副作用には、アナフィラキシー、発作、クロストリジウム・ディフィシルによる下痢などがあげられる。妊娠中の人への使用は安全であるとされるが、この組み合わせの複合薬剤での十分な研究はされていない。腎臓に問題がある場合は用量を調整する必要がある。作用機序は、セフタジジムが細菌の細胞壁の構築を妨害し、アビバクタムがセフタジジムの分解を防ぐことによって機能する。
この組み合わせは、2015年に米国とヨーロッパで医療用として承認された。世界保健機関の必須医薬品リストに収載されている。2016年時点の米国での通常の一連の治療にかかる費用は7,500米ドルから15,000米ドルである。2019年時点の英国の国民保健サービスにかかる費用は1,800ポンドから3,600である。